# 川西鼠兔
川西鼠兔（学名：Ochotona gloveri）为鼠兔科鼠兔属的哺乳动物，是中国的特有物种。分布于青海、四川、云南、西藏等地，主要栖息于高山草原。该物种的模式产地在四川西部。

## 亚种
- 川西鼠兔青海亚种（学名：Ochotona gloveri brookei）。在中国大陆，分布于青海、西藏等地。该物种的模式产地在西藏东部。[3]
- 川西鼠兔云南亚种（学名：Ochotona gloveri calloceps）。在中国大陆，分布于云南、西藏等地。该物种的模式产地在云南德钦。[4]
- 川西鼠兔指名亚种（学名：Ochotona gloveri gloveri）。在中国大陆，分布于四川等地。该物种的模式产地在四川横断山地。[5]